# کارل گوستاوسون
کارل گوستاوسون (سوئدی: Karl Gustafsson؛ ۱۶ سپتامبر ۱۸۸۸ – ۲۰ فوریهٔ ۱۹۶۰) بازیکن فوتبال اهل سوئد بود.

## باشگاهی
از باشگاه‌هایی که در آن بازی کرده‌است می‌توان به باشگاه فوتبال دیورگاردن و باشگاه فوتبال لستر سیتی اشاره کرد.